# سیارک ۲۳۵۸
سیارک ۲۳۵۸ (به انگلیسی: 2358 Bahner، نامگذاری:1929RE) دو هزار و سیصد و پنجاه و هشتمین سیارک کشف شده‌است که در ۲ سپتامبر ۱۹۲۹ و در هایدلبرگ کشف شد.
قدر مطلق سیارک برابر ۱۱٫۰۰ است.